# Copa Fares Lopes 2019
La Copa Fares 2019 fue la 10.ª edición de la Copa Fares Lopes. El torneo comenzó el 18 de agosto y terminó el 3 de noviembre. Caucaia conquistó su primer título de la competición tras ganar en la final al Atlético Cearense por un marcador global de 4-1.
El campeón garantizó un cupo en la Copa de Brasil 2020.

## Equipos participantes
| Equipos participantes | Equipos participantes | Equipos participantes |
| --------------------- | --------------------- | --------------------- |
| Caucaia               | Horizonte             | Ferroviário           |
| Floresta              | Pacajús               | Ceará                 |
| Fortaleza             | Atlético Cearense     | Guarany de Sobral     |

## Primera fase
| Pos. | Equipo            | Pts. | PJ | PG | PE | PP | GF | GC | Dif. |                             |
| ---- | ----------------- | ---- | -- | -- | -- | -- | -- | -- | ---- | --------------------------- |
| 1    | Caucaia           | 15   | 8  | 4  | 3  | 1  | 15 | 10 | +5   | clasificación a semifinales |
| 2    | Atlético Cearense | 14   | 8  | 4  | 2  | 2  | 9  | 8  | +1   | clasificación a semifinales |
| 3    | Guarany de Sobral | 13   | 8  | 3  | 4  | 1  | 9  | 7  | +2   | clasificación a semifinales |
| 4    | Floresta          | 12   | 8  | 3  | 3  | 2  | 16 | 7  | +9   | clasificación a semifinales |
| 5    | Ferroviário       | 12   | 8  | 3  | 3  | 2  | 7  | 6  | +1   |                             |
| 6    | Horizonte         | 11   | 8  | 2  | 5  | 1  | 8  | 9  | -1   |                             |
| 7    | Pacajús           | 8    | 8  | 2  | 2  | 4  | 9  | 12 | -3   |                             |
| 8    | Ceará             | 6    | 8  | 1  | 3  | 4  | 6  | 10 | -4   |                             |
| 9    | Fortaleza         | 4    | 8  | 1  | 1  | 6  | 8  | 18 | -10  |                             |

## Resultados

### Primera fase
| Fecha            | Hora  | Partido           | Partido | Partido           |
| ---------------- | ----- | ----------------- | ------- | ----------------- |
| 18 de agosto     | 15:30 | Caucaia           | 2-0     | Atlético Cearense |
| 18 de agosto     | 16:00 | Guarany de Sobral | 1-0     | Fortaleza         |
| 20 de agosto     | 15:30 | Ceará             | 0-1     | Horizonte         |
| 25 de agosto     | 15:30 | Horizonte         | 1-1     | Guarany de Sobral |
| 25 de agosto     | 15:30 | Pacajús           | 1-3     | Caucaia           |
| 25 de agosto     | 15:30 | Atlético Cearense | 1-0     | Floresta          |
| 27 de agosto     | 15:30 | Fortaleza         | 0-1     | Ferroviário       |
| 31 de agosto     | 15:30 | Horizonte         | 1-1     | Atlético Cearense |
| 31 de agosto     | 15:30 | Floresta          | 6-1     | Fortaleza         |
| 1 de septiembre  | 15:30 | Ferroviário       | 1-2     | Ceará             |
| 1 de septiembre  | 16:00 | Guarany de Sobral | 2-2     | Caucaia           |
| 7 de septiembre  | 15:30 | Caucaia           | 1-1     | Horizonte         |
| 8 de septiembre  | 15:30 | Atlético Cearense | 1-2     | Fortaleza         |
| 8 de septiembre  | 15:30 | Pacajús           | 1-0     | Floresta          |
| 9 de septiembre  | 15:30 | Ceará             | 0-1     | Guarany de Sobral |
| 11 de septiembre | 15:30 | Ferroviário       | 1-0     | Pacajús           |
| 14 de septiembre | 15:30 | Floresta          | 0-0     | Guarany de Sobral |
| 14 de septiembre | 15:30 | Horizonte         | 0-0     | Ferroviário       |
| 14 de septiembre | 19:30 | Atlético Cearense | 1-0     | Pacajús           |
| 16 de septiembre | 19:00 | Fortaleza         | 1-1     | Ceará             |
| 18 de septiembre | 15:30 | Pacajús           | 1-1     | Horizonte         |
| 18 de septiembre | 15:30 | Ferroviário       | 1-2     | Atlético Cearense |
| 20 de septiembre | 15:30 | Fortaleza         | 1-2     | Caucaia           |
| 21 de septiembre | 15:30 | Ceará             | 1-1     | Floresta          |
| 21 de septiembre | 16:00 | Guarany de Sobral | 0-1     | Ferroviário       |
| 23 de septiembre | 15:30 | Horizonte         | 2-0     | Fortaleza         |
| 24 de septiembre | 15:30 | Floresta          | 3-1     | Caucaia           |
| 24 de septiembre | 15:30 | Pacajús           | 0-0     | Ceará             |
| 28 de septiembre | 15:30 | Floresta          | 3-4     | Pacajús           |
| 28 de septiembre | 15:30 | Ferroviário       | 1-1     | Floresta          |
| 28 de septiembre | 15:30 | Atlético Cearense | 1-1     | Guarany de Sobral |
| 28 de septiembre | 15:30 | Caucaia           | 3-1     | Ceará             |
| 5 de octubre     | 15:30 | Caucaia           | 1-1     | Ferroviário       |
| 5 de octubre     | 15:30 | Ceará             | 1-2     | Atlético Cearense |
| 5 de octubre     | 15:30 | Floresta          | 5-1     | Horizonte         |
| 5 de octubre     | 15:30 | Guarany de Sobral | 3-2     | Pacajús           |

### Fase final

#### Semifinales
| Fecha         | Hora  | Partido           | Partido        | Partido           |
| ------------- | ----- | ----------------- | -------------- | ----------------- |
| 12 de octubre | 17:00 | Guarany de Sobral | 3-0            | Atlético Cearense |
| 14 de octubre | 15:30 | Floresta          | 0-0            | Caucaia           |
| 20 de octubre | 15:30 | Caucaia           | 2-1            | Floresta          |
| 20 de octubre | 15:30 | Atlético Cearense | 3-0 (3-2 pen.) | Guarany de Sobral |

#### Final
| Fecha          | Hora  | Partido           | Partido                                                                                               | Partido           |
| -------------- | ----- | ----------------- | --- | ----------------- |
| 27 de octubre  | 15:30 | Atlético Cearense | 1-2 (enlace roto disponible en Internet Archive; véase el historial, la primera versión y la última). | Caucaia           |
| 3 de noviembre | 15:30 | Caucaia           | 2-0                                                                                                   | Atlético Cearense |

## Campeón
| Copa Fares Lopes 2019        |
| Caucaia                      |
| ---------------------------- |
| Caucaia Campeón (1.º título) |